# 36 Большой Медведицы
36 Большой Медведицы — двойная звезда в северном созвездии Большой Медведицы. Компонент А имеет видимую звёздную величину 4.82m, и, согласно шкале Бортля, видна невооружённым глазом как минимум на пригородном/городском небе (англ. Suburban/urban transition).
Из измерений параллакса, полученных во время миссии Hipparcos, известно, что система удалена примерно на 41,7 св. лет (12,78 пк).
Звезда наблюдается севернее 35° ю. ш., то есть севернее Буэнос-Айреса (35° ю. ш.), Кейптауна (34° ю. ш.) и Канберры (35° ю. ш.). Т.о. звезда наблюдается практически на всей территории обитаемой Земли, за исключением Антарктиды. Лучшее время наблюдения — февраль.

## Свойства звезды
Эта звезда является аналогом Солнца, то есть имеет физические свойства, которые делают её похожей на наше Солнце. Спектральный класс 36 Большой Медведицы — F8V, и это означает, что звезда практически такого же размера, как и наше Солнце (1,091 {\displaystyle R_{\bigodot }}), такой же массы (1,12 {\displaystyle M_{\bigodot }}), но несколько ярче Солнца (1,61 {\displaystyle L_{\bigodot }}), также это указывает на то, что водород в ядре звезды служит ядерным топливом, то есть звезда находится на главной последовательности. Звезда излучает энергию с внешней атмосферы при эффективной температуре около 6 126 К, что придаёт ей характерный жёлто-белый оттенок звезды F-типа.
Для того, чтобы планета, аналогичная нашей Земле, получила примерно столько же тепла, сколько она получает от Солнца, её надо поместить на расстоянии 1,309 а.е. (то есть почти на орбиту Марса). Причём, с такого расстояния 36 Большой Медведицы выглядела бы всего на 10 % меньше нашего Солнца, каким мы его видим с Земли — 0,45° (угловой диаметр нашего Солнца — 0,5°).
Звезда имеет поверхностную гравитацию 4,36 СГС или 269 м/с2, то есть практически такую же, как на Солнце (274,0 м/с2). Звезды, имеющие планеты, имеют тенденцию иметь большую металличность по сравнению с Солнцем, но 36 Большой Медведицы имеет довольно низкую металличность: содержание железа в ней относительно водорода составляет 66 % от солнечной. Вращаясь с экваториальной скоростью 5,5 км/с (то есть со скоростью практически в 2,5 раза больше солнечной), этой звезде требуется порядка 11 дней, чтобы совершить полный оборот. Возраст 36 Большой Медведицы — 2,7 млрд. лет.

## Кратность звезды
Двойственность 36 Большой Медведицы была открыта в 1955 году. Согласно Вашингтонскому каталогу визуально-двойных звёзд, параметры это компонента приведены в таблице:
| Компонент | Количество измерений | Позиционный угол | Угловое расстояние | Видимая звёздная величина 1 компонента | Видимая звёздная величина 2 компонента |
| B         | 1                    | 304°             | 120"               | 4.83m                                  | 8.69m                                  |

Т.о. 36 Большой Медведицы имеет спутника с величиной 8,69m с общим собственным движением и примерно половиной массы 36 Большой Медведицы A на угловым расстоянии 122,5" при позиционном угле 303°, где он был зафиксирован в 2012 году. Второй спутник с величиной 11,44m находится на угловом расстоянии 240,6" при позиционном угле 292°, где он был зафиксирован в 2004 году.
Звезда имеет собственное движение 0,181 mas/год по направлению 258,8° с севера на юг. Радиальная гелиоцентрическая скорость звезды равна +9 км/с и это значит, что звезда удаляется от Солнца.

## Поиски субзвёздных объектов
Согласно Nelson & Angel (1998), 36 Большой Медведицы может иметь одну или две (или даже три) планеты с массами порядка масс Юпитера (или даже быть коричневыми карликами), с периодами обращения 10-15, 25 и 50 лет соответственно. Авторы установили верхние пределы 1,1-2, 5,3 и 24 масс Юпитера для предполагаемых планетарных объектов. Также Липпинкотт (1983) ранее заметил возможное присутствие массивного невидимого спутника (почти в 70 раз превышающего массу Юпитера, то есть коричневого карлика). Предполагаемые параметры для субзвёздного объекта показывают период обращения 18 лет и довольно высокий эксцентриситет (e=0,8). Кэмпбелл и др. 1988 предположил существование планетарных объектов или даже коричневых карликов, менее массивных, чем 14 масс Юпитера рядом со звездой 36 Большой Медведицы.
Тем не менее, ни один планетарный спутник ещё не был обнаружен или подтверждён. Команда обсерватории Мак-Доналда установила пределы присутствия одной или нескольких планет с массами от 0,13 до 2,5 масс Юпитера на средними расстояниями от 0,05 до 5,2 а.е. Вокруг этой звезды был обнаружен избыток инфракрасного излучения, что, скорее всего, указывает на наличие околозвёздного диска с радиусом 38,6 а.е. Температура этой пыли составляет 50 К.

## Ближайшее окружение звезды
Следующие звёздные системы находятся на расстоянии в пределах 20 световых лет от системы 36 Большой Медведицы (включены только: самая близкая звезда, самые яркие (<6,5m) и примечательные звёзды). Их спектральные классы приведены на фоне цвета этих классов (эти цвета взяты из названий спектральных типов и не соответствуют наблюдаемым цветам звёзд):
| Звезда                 | Спектральный класс | Расстояние, св. лет |
| Глизе 394              | K7e V              | 3.35                |
| Тета Большой Медведицы | F6 IV              | 7.42                |
| 47 Большой Медведицы   | G0 V               | 13.03               |
| Пи1 Большой Медведицы  | G1 V               | 13.29               |
| Йота Большой Медведицы | A7 V               | 13.78               |
| 11 Малого Льва         | G8 V               | 16.02               |
| Кси Большой Медведицы  | F8.5 V/G2V         | 18.64               |
| 61 Большой Медведицы   | G8e V              | 18.95               |
| HR 5256                | K3 V               | 19.32               |